# Myrtle Beach
Myrtle Beach es una ciudad costera en el condado de Horry, Carolina del Sur, Estados Unidos. Está ubicada en el centro de un tramo de playa largo y continuo de 97 km (60 millas) conocido como "The Grand Strand" en el noreste del estado.
Myrtle Beach es uno de los principales centros turísticos del país. El clima cálido subtropical de la ciudad, kilómetros de playas, 86 campos de golf y 1.800 restaurantes atraen a más de 20 millones de visitantes cada año, lo que la convierte en uno de los destinos más visitados del país.
El área metropolitana de Myrtle Beach es la segunda área metropolitana de más rápido crecimiento en el país (según estimaciones del censo de 2018); más de 104.000 personas se mudaron al área de Myrtle Beach-Conway-North Myrtle Beach durante ocho años, lo que representa un crecimiento de casi el 30 por ciento en la población, según la Oficina del Censo de los EE. UU.

## Clima
| Parámetros climáticos promedio de Myrtle Beach, Carolina del Sur (normales 1991−2020 normals, extremos 1931–presente) | Parámetros climáticos promedio de Myrtle Beach, Carolina del Sur (normales 1991−2020 normals, extremos 1931–presente) | Parámetros climáticos promedio de Myrtle Beach, Carolina del Sur (normales 1991−2020 normals, extremos 1931–presente) | Parámetros climáticos promedio de Myrtle Beach, Carolina del Sur (normales 1991−2020 normals, extremos 1931–presente) | Parámetros climáticos promedio de Myrtle Beach, Carolina del Sur (normales 1991−2020 normals, extremos 1931–presente) | Parámetros climáticos promedio de Myrtle Beach, Carolina del Sur (normales 1991−2020 normals, extremos 1931–presente) | Parámetros climáticos promedio de Myrtle Beach, Carolina del Sur (normales 1991−2020 normals, extremos 1931–presente) | Parámetros climáticos promedio de Myrtle Beach, Carolina del Sur (normales 1991−2020 normals, extremos 1931–presente) | Parámetros climáticos promedio de Myrtle Beach, Carolina del Sur (normales 1991−2020 normals, extremos 1931–presente) | Parámetros climáticos promedio de Myrtle Beach, Carolina del Sur (normales 1991−2020 normals, extremos 1931–presente) | Parámetros climáticos promedio de Myrtle Beach, Carolina del Sur (normales 1991−2020 normals, extremos 1931–presente) | Parámetros climáticos promedio de Myrtle Beach, Carolina del Sur (normales 1991−2020 normals, extremos 1931–presente) | Parámetros climáticos promedio de Myrtle Beach, Carolina del Sur (normales 1991−2020 normals, extremos 1931–presente) | Parámetros climáticos promedio de Myrtle Beach, Carolina del Sur (normales 1991−2020 normals, extremos 1931–presente) |
| Mes | Ene. | Feb. | Mar. | Abr. | May. | Jun. | Jul. | Ago. | Sep. | Oct. | Nov. | Dic. | Anual |
| --- | --- | --- | --- | --- | --- | --- | --- | --- | --- | --- | --- | --- | --- |
| Temp. máx. abs. (°C)                                                                                                  | 27.2 | 30 | 31.1 | 33.3 | 37.2 | 40 | 38.3 | 40 | 37.2 | 33.9 | 30 | 28.9 | 40 |
| Temp. máx. media (°C)                                                                                                 | 13.1 | 14.3 | 17.6 | 21.9 | 26 | 29.2 | 30.8 | 30.3 | 28.3 | 24.2 | 19.1 | 14.8 | 22.5 |
| Temp. media (°C) | 6.9 | 8.1 | 11.5 | 16.2 | 20.7 | 24.6 | 26.4 | 25.7 | 23.3 | 18.2 | 12.4 | 8.6 | 16.9 |
| Temp. mín. media (°C)                                                                                                 | 0.9 | 1.9 | 5.4 | 10.3 | 15.4 | 19.9 | 22 | 21.1 | 18.3 | 12.1 | 5.7 | 2.4 | 11.3 |
| Temp. mín. abs. (°C)                                                                                                  | -12.2 | -12.8 | -7.8 | -3.9 | 2.2 | 8.9 | 12.2 | 12.2 | 6.1 | -3.9 | -8.9 | -12.2 | -12.8 |
| Precipitación total (mm)                                                                                              | 87.1 | 95.5 | 94.2 | 85.9 | 96.5 | 123.2 | 167.9 | 159.3 | 172 | 104.4 | 77.7 | 96.8 | 1360.4 |
| Días de precipitaciones (≥ 0.2 mm)                                                                                    | 9.9 | 9.2 | 9.5 | 7.9 | 9.5 | 10.6 | 12.1 | 11.8 | 10.7 | 8.0 | 8.3 | 10.3 | 117.8 |
| Fuente n.º 1: NOAA | | | | | | | | | | | | | |
| Fuente n.º 2: National Weather Service                                                                                | | | | | | | | | | | | | |

## Ciudades hermanas
Myrtle Beach tiene cinco ciudades hermanas, según lo designado por Hermanamiento de ciudades
- Burlington, Canadá
- Keighley, Reino Unido
- Tiberíades, Israel
- Killarney, Irlanda
- Pinamar, Argentina